# Хусейн ибн Али
Абу ‘Абдуллах аль-Хусе́йн ибн Али́ ибн Абу́ Та́либ (араб. أبو عبد الله الحسين بن علي بن أبي طالب‎; 8 января 626, Медина, Хиджаз — 12 октября 680, Кербела, Ирак) — младший сын Али и Фатимы, внук Мухаммеда. Второй имам шиитов-исмаилитов и третий имам шиитов-иснааш’аритов. Мухаммед описал его и его брата Хасана как «повелителей юношей обитателей рая». В источниках постоянно проводятся параллели между Хусейном и Яхьей ибн Закарией (Иоанн Креститель).   
Перед своей смертью правитель Омейядов Муавия ибн Абу Суфьян назначил своего сына Язида I своим преемником, вопреки договору с братом Хусейна Хасаном ибн Али. Когда Муавия умер в 680 году, Язид I потребовал от Хусейна клятвы верности ему. Хусейн отказался обещать верность Язиду и в 680 году покинул свой родной город Медину, чтобы найти убежище в Мекке. Жители эль-Куфы отправили ему письма, прося его помощи и обещая свою верность ему. Он отправился в эль-Куфу вместе с небольшим караваном, в котором были его родственники и последователи, но около Кербелы его караван был перехвачен армией Язида. Хусейн был убит и обезглавлен в битве при Кербеле 12 октября 680 года (10 Мухаррама 61 году хиджры) войском Убайдуллаха ибн Зияда вместе с бо́льшей частью его родственников и сподвижников. Их головы насадили на копья; затем, вскочив на коней, армия Ибн Зияда растоптала их тела. Шестимесячный сын Хусейна Али аль-Аскар также был убит, а женщины взяты в плен; в кандалах и цепях их привели в город эль-Куфу, откуда Ибн Зияд отправил их в таком состоянии в Дамаск, где находилась резиденция Язида. Смерть Хусейна в конечном счете подорвала легитимность омейядских халифов, что привело к свержению династии аббасидской революцией. 
Битва при Кербеле стимулировала превращение проалидской партии (ши’ат Али) в уникальную религиозную секту со своими собственными ритуалами и коллективной памятью. Она занимает центральное место в шиитской истории, традиции и богословии и часто упоминается в шиитской литературе. Для шиитов страдания и смерть Хусейна стали символом самопожертвования в борьбе за добро против зла, за справедливость и истину против несправедливости и лжи. Это также предоставляет членам шиитской веры каталог героических норм. Первые 10 дней месяца Мухаррам (ашура) отмечаются шиитами как траур по Хусейну. В этот день мусульмане-шииты скорбят, проводят публичные шествия, организуют религиозные собрания, бьют себя в грудь и в некоторых случаях самобичуют. Сунниты также рассматривают этот инцидент как историческую трагедию; Хусейн и его сподвижники широко почитаются как мученики как суннитами, так и шиитами.

## Биография

### Ранние годы

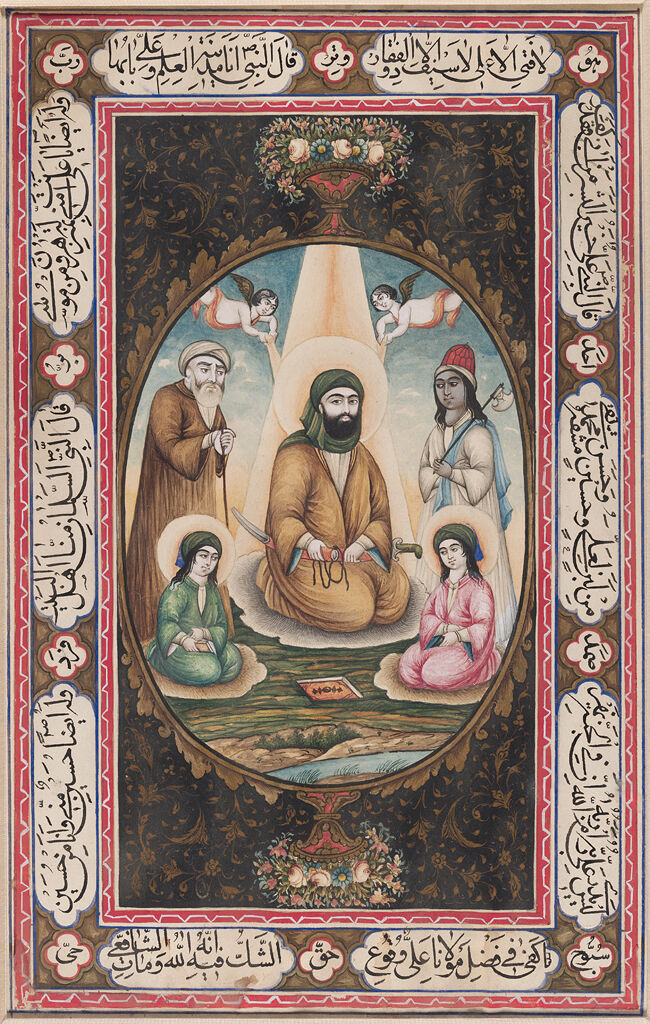
Фреска XIX века, изображающая Али ибн Абу Талиба в окружении ангелов, по бокам от которых находятся Хасан и Хусейн

Согласно большинству повествований, Хусейн родился 5-го ша’бана 4 года хиджры (10 января 626 года нашей эры) в Медине и был ещё ребёнком, когда умер его дед Мухаммед. Он был младшим сыном Али, двоюродного брата Мухаммеда, и Фатимы, дочери Мухаммеда, оба из клана Бану Хашим племени курайшитов. Чтобы отпраздновать рождение Хусейна, Мухаммед принёс в жертву барана, а Фатима обрила ему голову и пожертвовала столько же его волос серебром в качестве милостыни. Так они приобщили к своей радости и других людей. Предание гласит, что Хасан и Хусейн — это два райских имени, которыми прежде арабы своих детей не называли. Согласно исламским традициям, Хусейн упоминается в Торе как «Шубайр», а в Евангелиях как «Таб». Харун (Аарон), брат Мусы (Моисей), дал те же имена своим сыновьям после того, как узнал имена, которые Бог выбрал для детей Али.
Сначала Хусейн воспитывался в доме Мухаммеда. Семья, образовавшаяся в результате брака Али и Фатимы, неоднократно восхвалялась Мухаммедом. В таких событиях, как Мубахала и хадис аль-Киса, Мухаммед называл эту семью Ахль аль-Байт. В Коране во многих случаях, таких как аят Татхир, восхваляется Ахль аль-Байт. Другие хадисы такого рода: «Тот, кто любит их, любит меня, а тот, кто ненавидит их, ненавидит меня», и «аль-Хасан и аль-Хусейн — саййиды [господины] юношей рая». Последнее используется шиитами для доказательства права имамата для потомков Мухаммеда. Саййид шабаб аль-джаннат — эпитет, используемый шиитами для обозначения каждого из внуков Мухаммеда. Также рассказывается, что Мухаммед взял Али, Фатиму, Хасана и Хусейна под свой плащ и назвал их Ахль аль-Байт и заявил, что они свободны от любого греха и скверны. Мухаммед несколько раз сообщал об инциденте в Кербеле; например, он дал маленькую бутылочку с землёй Умм Саламе и сказал ей, что почва внутри бутылки превратится в кровь после того, как Хусейн будет убит.

### Во времена халифата Абу Бакра, Умара и Усмана
Во времена халифата Абу Бакра и Умара Хусейн присутствовал на некоторых мероприятиях. Согласно повествованию, Хусейн, в то время как второй халиф сидел на кафедре Мухаммеда и произносил речь, возразил ему за то, что он сидел на кафедре Мухаммеда, и Умар также прекратил свою проповедь и спустился с кафедры. Во времена Усмана он защищал Абу Зарра аль-Гифари, который проповедовал против некоторых действий тиранов и должен был быть изгнан из Медины.
Согласно нескольким рассказам, Али попросил Хасана и Хусейна защищать третьего халифа во время осады дома Усмана и носить ему воду. По словам Вальери, когда Хасан вошёл в дом Усмана, Усман уже был убит. В другом сообщении говорится, что Усман обратился за помощью к Али. Последние посылают Хусейна в ответ. Затем Усман спросил Хусейна, способен ли он защитить себя от повстанцев. Хусейн возразил, и Усман отправил его обратно. Также сообщается, что двоюродный брат Усмана, Марван ибн Хакам, сказал Хусейну: «Оставь нас, твой отец настраивает людей против нас, а ты здесь с нами!». Хаери пишет в «Энциклопедии исламского мира»: Согласно некоторым рассказам, Хусейн или Хасан были ранены в случае защиты Усмана.

### Во времена халифата Али и Хасана

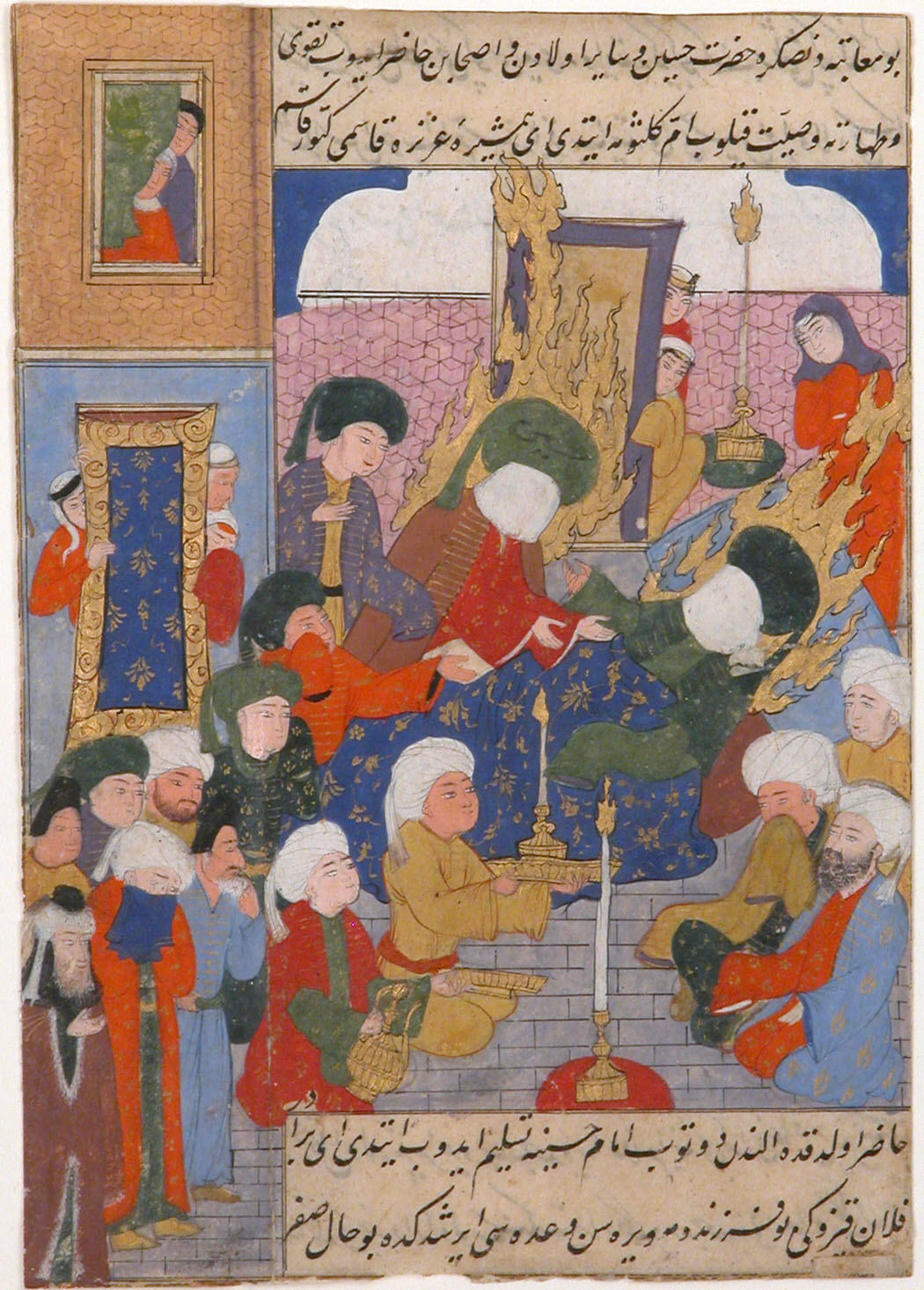
Хусейн у постели умирающего Хасана, иллюстрированная рукопись XVI века

Во время халифата Али Хусейн вместе со своими братьями Хасаном и Мухаммадом ибн аль-Ханафией и его двоюродным братом Абдуллахом ибн Джафаром были одними из ближайших союзников Али. Он оставался рядом с ним, сопровождая его на полях сражений. Согласно отчёту Табари, Хусейн был среди главных сторонников Али, которые были публично прокляты по приказу Муавии.
После убийства Али люди присягнули на верность Хасану. Муавия, который не хотел присягать ему на верность, приготовился сражаться. Чтобы избежать агонии гражданской войны, Хасан подписал договор с Муавией, согласно которому Муавия не назначал преемника во время своего правления и позволил исламской общине (умме) выбрать его преемника. Маделунг считает, что Хусейн сначала не признал этот договор, но под давлением Хасана принял его. Позже, когда несколько шиитских лидеров предложили ему провести внезапное нападение на лагерь Муавии близ эль-Куфы, он отказался, заявив, что пока Муавия жив, он будет соблюдать условия мирного договора, однако после смерти Муавии он пересмотрит его. После подписания мирного договора Муавия произнёс проповедь в эль-Куфе, в которой заявил, что нарушил все положения договора, а также оскорбил Али ибн Абу Талиба. Хусейн хотел ответить, но Хасан отказался это сделать, и Хасан произнёс в ответ проповедь. Затем Хусейн покинул эль-Куфу и отправился в Медину вместе с Хасаном и Абдуллахом ибн Джафаром. Хусейн придерживался условий договора даже после смерти Хасана.

### Во время Халифата Муавии
Согласно шиитам, Хусейн был третьим имамом в течение десяти лет после смерти своего брата Хасана в 670 году нашей эры. Всё это время, за исключением последних шести месяцев, совпало с халифатом Муавии. В девятилетний период между отречением Хасана в 41 году хиджры (660 году нашей эры) и его смертью в 49 году хиджры (669 году нашей эры) Хасан и Хусейн отступили в Медину, пытаясь держаться в стороне от политического участия за Муавию или против него. Настроения в пользу правления Ахль аль-Байт иногда проявлялись в виде небольших групп, в основном из эль-Куфы, посещавших Хасана и Хусейна с просьбой стать их лидерами — просьба, на которую они отказались ответить. Когда Хасана отравили, он отказался назвать Хусейну имя подозреваемого, вероятно, Муавия, опасаясь спровоцировать кровопролитие. Захоронение тела Хасана рядом с телом Мухаммеда было ещё одной проблемой, которая могла привести к кровопролитию, поскольку Марван ибн Хакам поклялся, что не позволит похоронить Хасана рядом с Мухаммедом вместе с Абу Бакром и Умаром, в то время как Усман был похоронен на кладбище аль-Баки. После смерти Хасана, когда иракцы обратились к Хусейну по поводу восстания, Хусейн приказал им ждать до тех пор, пока Муавия скончается из-за мирного договора Хасана с ним. Тем временем Марван сообщил Муавии о частых визитах шиитов к Хусейну. Муавия проинструктировал Марвана не конфликтовать с Хусейном, в то же время он написал письмо Хусейну, в котором «смешал щедрые обещания с советом не провоцировать его». После назначения Муавией своего сына Язида халифом, халифат превратился в монархию. Этот процесс был встречен в обществе весьма неоднозначно. Против омейядской монархии в Медине выступили несколько влиятельных сподвижников пророка Мухаммеда, в числе которых был и Хусейн, поскольку назначение преемника было нарушением мирного договора Хасана с Муавией. 

### Восстание

#### Отказ от присяги Язиду
Сразу после смерти Муавии 15 Раджаба 60 года хиджры (22 апреля 680 года нашей эры) Язид поручил губернатору Медины Валиду ибн Утбе ибн Абу Суфьяну добиться от Хусейна верности силой, если это необходимо. Целью Язида было взять под контроль ситуацию в городе до того, как люди узнают о смерти Муавии. Язид особенно беспокоился о двух своих соперниках в халифате: Хусейне и Абдуллахе ибн аз-Зубайре, которые ранее отказались от верности. Хусейн ответил на вызов, но отказался присягать на верность в секретной обстановке встречи, предположив, что это должно быть сделано публично. Марван ибн Хакам велел Валиду заключить его в тюрьму или обезглавить, но из-за родства Хусейна с Мухаммедом Валид не пожелал предпринимать против него никаких действий. Несколько дней спустя Хусейн уехал в Мекку, не признав Язида. Он прибыл в Мекку в начале мая 680 года и оставался там до начала сентября. Его сопровождали его жёны, дети и братья, а также сыновья Хасана.
В это же время жители эль-Куфы подняли восстание против халифа Язида и пригласили Хусейна к себе. Хусейн откликнулся на эту просьбу и, вместе со своей семьёй и приближёнными, выехал в направлении эль-Куфы для того, чтобы возглавить жителей этого города. Для изучения обстановки в городе, Хусейн послал туда своего представителя Муслима ибн Акиля, который приехал в эль-Куфу и отправил Хусейну послание, в котором сообщал, что около 18 тысяч куфийцев уже присягнули на верность Хусейну и ждут его приезда.

#### Путешествие в эль-Куфу

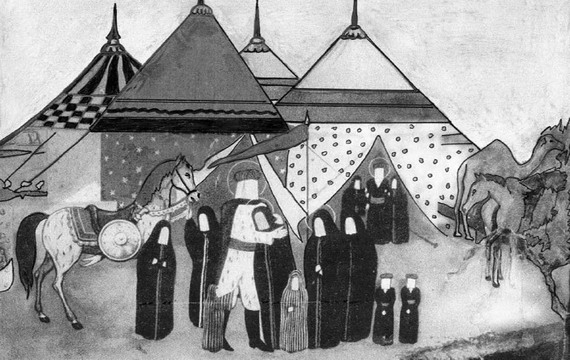
Воображаемый рисунок эпохи Каджаров, на котором Хусейн ибн Али прощается со своей семьёй перед отъездом в Кербелу

Несмотря на советы Мухаммада Ханафии, Абдуллаха ибн Умара и постоянную настойчивость Абдуллаха ибн Аббаса в Мекке, Хусейн не отступил от своего решения отправиться в эль-Куфу. Ибн Аббас указал, что куфийцы оставили в покое и Али, и Хасана, и предложил Хусейну отправиться в Йемен вместо эль-Куфы или, по крайней мере, не брать с собой женщин и детей, если он собирается отправиться в Ирак. 
Затем Хусейн, который ещё не получил писем о новых событиях в эль-Куфе, приготовился отправиться в эль-Куфу 8 или 10 числа Зу-ль-хиджа 60 года хиджры (10 или 12 сентября 680 года нашей эры). Вместо совершения хаджа он совершил ‘умру, и в отсутствие губернатора Мекки Амра ибн Саида ибн Ас, который совершал хадж на окраине города, тайно покинул город со своими спутниками и семьёй. Пятьдесят человек из числа родственников и друзей Хусейна, которые могли сражаться в случае необходимости, сопровождали Хусейна, включая женщин и детей. Он выбрал северный маршрут через Аравийскую пустыню. По настоянию двоюродного брата Хусейна Абдуллаха ибн Джафара губернатор Мекки Амр ибн Саид послал своего брата и Ибн Джафара за Хусейном, чтобы обеспечить ему безопасность в Мекке и вернуть его обратно. Хусейн отказался возвращаться, рассказав, что Мухаммед приказал ему во сне двигаться вперёд, невзирая на последствия. Далее по пути он получил известие о казни Ибн Акиля и безразличии куфийцев. Хусейн сообщил своим последователям о ситуации и попросил их уйти. Большинство людей, которые присоединились к нему по дороге, ушли, в то время как его спутники из Мекки решили остаться с ним.
В районе Шарафа или Зухсама из эль-Куфы вышли армии под предводительством аль-Хурра ибн Язида аль-Тамими. Поскольку там стояла жаркая погода, Хусейн приказал дать им воды, а затем объявил о своих мотивах армии и сказал:

У вас не было имама, и я стал средством объединения уммы. Наша семья больше заслуживает правления, чем кто-либо другой, а те, кто находится у власти, этого не заслуживают и правят несправедливо. Если вы поддержите меня, я поеду в эль-Куфу. Но если я вам больше не нужен, я вернусь на своё первое место.
Ибн Зияд разместил войска на путях в эль-Куфу. Хусейн и его последователи были перехвачены авангардом армии Язида, около 1000 человек во главе с Хурр ибн Язидом аль-Тамими, к югу от эль-Куфы, недалеко от Кадисии. Хусейн сказал им:

Я не приходил к вам, пока мне не принесли ваши письма, и ваши посланники не пришли ко мне, говоря: „Приходите к нам, ибо у нас нет имама“. ... Поэтому, если вы дадите мне то, что гарантировали в своих заветах и свидетельствах под присягой, я приеду в ваш город. Если вы не хотите и испытываете отвращение к моему приходу, я оставлю вас в том месте, откуда я пришёл к вам.
Затем он показал им письма, которые получил от куфийцев, в том числе некоторые из отряда Хурра. Хурр отрицал, что ему что-либо известно о письмах, и заявил, что Хусейн должен пойти с ним к Ибн Зияду, что Хусейн отказался сделать. Хурр ответил, что не позволит Хусейну ни въехать в эль-Куфу, ни вернуться в Медину, но что он волен путешествовать куда угодно по своему желанию. Тем не менее, Хурр не помешал четырём куфийцам присоединиться к Хусейну. Караван Хусейна начал двигаться в сторону Кадисии, и Хурр последовал за ними. В Найнаве Хурр получил приказ от Ибн Зияда заставить караван Хусейна остановиться в пустынном месте без укреплений и воды. Один из сподвижников Хусейна предложил им атаковать Хурра и двигаться к укреплённой деревне аль-Акр. Хусейн отказался, заявив, что не хочет начинать военные действия.
Хурр предложил Хусейну не ехать ни в эль-Куфу, ни в Медину, а написать письмо Язиду или Ибн Зияду и ждать их распоряжений, надеясь избежать этой сложной ситуации, получив ответ. Но Хусейн не прислушался к его совету и продолжил путь в Азад или Кадисию. Хурр сообщил Хусейну, что он делает это для Хусейна и что, если начнётся война, Хусейн будет убит. Хусейн, однако, не испугался смерти и остановился в районе под названием Кербела, на окраине эль-Куфы.
2 октября 680 года (2 Мухаррама 61 года хиджры) Хусейн прибыл в Кербелу, пустынную равнину в 70 километрах (43 милях) к северу от эль-Куфы и разбил лагерь.
На следующий день прибыла куфийская армия численностью 4000 человек под командованием Умар ибн Са’да. Он был назначен губернатором Рейя для подавления местного восстания, но затем отозван, чтобы противостоять Хусейну. Первоначально Ибн Са’д не хотел сражаться с Хусейном, но подчинился после угрозы Ибн Зияда отозвать его губернаторство. После переговоров с Хусейном Ибн Са’д написал Ибн Зияду, что Хусейн готов вернуться. Ибн Зияд ответил, что Хусейн должен сдаться, или его следует подчинить силой, и что, чтобы заставить его, ему и его спутникам следует запретить доступ к реке Евфрат. Ибн Са’д разместил 500 всадников на дороге, ведущей к реке. Хусейн и его спутники оставались без воды в течение трёх дней, прежде чем группа из пятидесяти человек во главе с его сводным братом Аббасом смогла добраться до реки. Они могли наполнить только двадцать бурдюков с водой.
Ибн Са’д отправил предложение, каким бы оно ни было, Ибн Зияду, который, как сообщается, принял его, но затем Шимр ибн Зилджавшан убедил его в обратном. Шимр утверждал, что Хусейн находится в его владениях и отпустить его означало бы продемонстрировать слабость. Затем Ибн Зияд послал Шимра с приказом ещё раз попросить Хусейна о верности и напасть, убить и изуродовать его, если он откажется, как «мятежника, подстрекателя к мятежу, разбойника, угнетателя, и он не должен был причинять больше вреда после своей смерти». Если Ибн Са’д не желал проводить атаку, ему было приказано передать командование Шимру. Ибн Са’д проклял Шимра и обвинил его в срыве его попыток достичь мирного урегулирования, но согласился выполнить приказ. Ибн Са’д отметил, что Хусейн не подчинился бы, потому что в нём была «гордая душа».
Армия продвинулась к лагерю Хусейна вечером 9 октября. Хусейн послал Аббаса попросить Ибн Са’да подождать до следующего утра, чтобы они могли обсудить этот вопрос. Ибн Са’д согласился на эту передышку. Хусейн сказал своим людям, что они все могут уйти вместе с его семьёй под покровом ночи, поскольку их противники хотели только его. Очень немногие воспользовались этой возможностью. Были приняты меры к обороне: палатки были собраны вместе и привязаны друг к другу, а за палатками был вырыт ров и заполнен дровами, готовыми к поджогу в случае нападения. Затем Хусейн и его последователи провели остаток ночи в молитве.

### Битва при Кербеле
| |  |
| 1. Аббас аль-Мусави, «Битва при Кербеле. 2. Битва при Кербеле, иранская картина, холст XIX века, Тропический музей |  |

После утренней молитвы 10 октября обе стороны заняли боевые позиции. Вначале битвы Хусейн обратился к противнику с речью: «Знайте, что незаконнорождённый сын незаконнорождённого [Убайдуллах ибн Зияд] поставил меня меж двумя выборами: смерть или унижение. Так долой унижение! Знайте же, что я буду биться с вами вместе с этими людьми, пусть они и немногочисленны!». Хусейн назначил Зухайра ибн Кайна командовать правым флангом своей армии, Хабиба ибн Музахира командовать левым флангом, а своего сводного брата Аббаса знаменосцем. Спутники Хусейна, согласно большинству свидетельств, насчитывали тридцать два всадника и сорок пехотинцев. Армия Ибн Са’да насчитывала 4000 человек. Ров с дровами был подожжён. Затем Хусейн выступил с речью перед своими оппонентами, напомнив им о своём статусе внука Мухаммеда и упрекнув их в том, что они пригласили, а затем бросили его. Хусейн попросил, чтобы ему позволили уйти. Ему сказали, что сначала он должен подчиниться власти Язида, что тот отказался сделать. Речь Хусейна побудила Хурра перейти на его сторону.
После речи Хусейна Зухайр ибн Кайн попытался отговорить солдат Ибн Са’да от убийства Хусейна, но тщетно. Армия Ибн Са’да выпустила несколько залпов стрел. За этим последовали дуэли, в которых были убиты несколько соратников Хусейна. Правое крыло куфанцев, возглавляемое Амром ибн аль-Хаджаджем, атаковало отряд Хусейна, но было отбито. Рукопашный бой приостановился, и последовал дальнейший обмен залпами стрел. Шимр, командовавший левым крылом армии Омейядов, предпринял атаку, но после потерь с обеих сторон она была отбита. За этим последовали кавалерийские атаки. Кавалерия Хусейна яростно сопротивлялась, и Ибн Са’д привёл бронированную кавалерию и пятьсот лучников. После того, как их лошади были ранены стрелами, кавалеристы Хусейна спешились и сражались пешком.
Поскольку силы Омейядов могли подойти к армии Хусейна только с фронта, Ибн Са’д приказал сжечь палатки. Все, кроме того, которым пользовались Хусейн и его семья, были подожжены. Шимр хотел сжечь и это, но ему помешали его товарищи. План провалился, и пламя на некоторое время задержало продвижение Омейядов. После полуденной молитвы сподвижники Хусейна были окружены, и почти все они были убиты. Родственники Хусейна, которые до сих пор не принимали участия в боевых действиях, присоединились к битве. Сын Хусейна Али Акбар был убит; затем были убиты сводные братья Хусейна, включая Аббаса и сыновей Акиля ибн Абу Талиба, Джафар ибн Абу Талиба и Хасана ибн Али. Рассказ о смерти Аббаса не приводится в первоисточниках, ат-Табари и аль-Балазури, но видный шиитский богослов Шейх аль-Муфид утверждает в своём рассказе в «Китаб аль-Иршад», что Аббас отправился к реке вместе с Хусейном, но отделился, был окружён и убит. В какой-то момент маленький ребёнок Хусейна, который сидел у него на коленях, был поражён стрелой и умер. Опечаленный Хусейн продолжал сидеть, и никто не решался на него напасть. 
Всё сражение, фактически представляло собой серии индивидуальных поединков. Как пишет Ибн Тавус, «мужчины из семейства Хусейна стали выходить на поле боя один за другим, погибая друг за другом. Тогда Хусейн закричал: «Терпите, дети моих дядь! Терпите, о моё семейство! Клянусь Аллахом, вы не увидите унижения после этого дня на веки вечные!».

#### Смерть

«Небеса рухнули» — масляная картина Хасана Рухоламина, изображающая последние часы жизни Хусейна

Во время битвы при Кербеле омейядские солдаты не решались начать прямое нападение на Хусейна, однако стрела попала ему в рот, когда тот шёл к реке напиться. Хусейн собрал свою кровь в сложенную чашечкой ладонь и воздел к небу, жалуясь Богу на свои страдания. Позже Малик ибн Нусайр окружил его и ударил по голове. Удар рассёк его плащ с капюшоном, который Хусейн снял, проклиная нападавшего. Ибн Нусайр схватил окровавленный плащ и отступил.
Шимр с группой пехотинцев двинулся навстречу Хусейну, который теперь был готов сражаться, поскольку на его стороне осталось мало людей. Маленький мальчик из лагеря Хусейна вырвался из палаток, подбежал к нему, попытался защитить его от удара мечом, и ему отрубили руку. Ибн Са'д подошёл к палаткам, и сестра Хусейна Зайнаб пожаловалась ему: «Умар ибн Са’д, неужели Абу ‘Абдуллах (кунья Хусейна) будет убит, пока ты стоишь и смотришь?» Ибн Са’д плакал, но ничего не делал. Говорят, что Хусейн убил многих из нападавших на него. Однако силы Омейядов все ещё не желали убивать его, и каждый из них хотел оставить это кому-то другому. В конце концов Шимр крикнул: «Как вам не стыдно! Почему вы ждёте этого человека? Убейте его, пусть ваши матери будут лишены вас!». Затем омейядские солдаты бросились на Хусейна и ранили его в руку и плечо. Умар ибн Са’д приказал человеку справа от себя: «Горе тебе! Спускайся с лошади и иди убей Хусейна!» Хувала ибн Язид хотел отрезать ему голову, но испугался и вернулся. Тогда к нему подошёл Синан ибн Анас и обезглавил его. Согласно как шиитским, так и суннитским источникам, голова Хусейна читала Коран и что всех его убийц постигла печальная участь. В шиитских легендах говорится, что голуби купались в крови Хусейна и оберегали его тело от насекомых.
Хусейн и ещё 72 человека, из которых 23 были его родственниками, погибли в битве. Хусейну отрубили голову и отправили вначале к Убайдуллаху ибн Зияду, а затем в Дамаск к халифу Язиду. Тот притворно и долго выражал своё сожаление по поводу столь страшной развязки.

#### Последствия

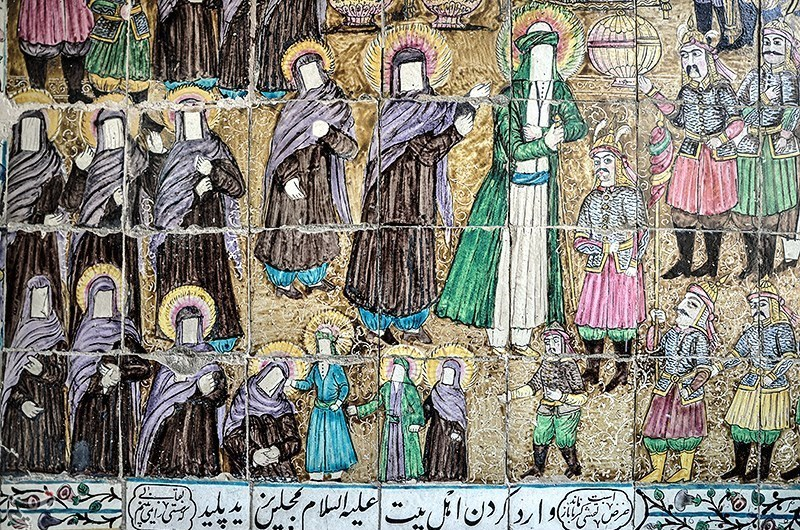
Мозаика внутри Му’авин уль-Мульк Хусейния, Керманшах, Иран, изображающая Али Зайн аль-Абидина, Зайнаб и других пленников, которых ведут ко двору Язида

Семьдесят или семьдесят два человека погибли на стороне Хусейна, из которых около двадцати были потомками Абу Талиба, отца Али. Это включало двух сыновей Хусейна, шестерых его братьев по отцовской линии, трёх сыновей Хасана ибн Али, трёх сыновей Джафара ибн Абу Талиба и трёх сыновей и трёх внуков Акиля ибн Абу Талиба. Труп Хусейна был раздет догола, стали добивать раненых и обезглавливать убитых, начался грабёж в шатрах, где укрывались женщины. Подоспевший Умар приказал прекратить бесчинства и потребовал вернуть личные вещи. Грабёж прекратился, но украденных вещей никто не вернул. Шимр хотел убить единственного оставшегося в живых сына Хусейна Али Зайн аль-Абидина, который не принимал участия в боевых действиях из-за болезни, но ему помешал Ибн Са’д. Есть сообщения о более чем шестидесяти ранах на теле Хусейна, которое затем было растоптано лошадьми, как ранее указывал Ибн Зияд. Тела сподвижников Хусейна были обезглавлены. В армии Ибн Са’да было восемьдесят восемь убитых, которых похоронили перед его уходом. После его ухода члены племени Бану Асад из соседней деревни Гадирия похоронили обезглавленные тела товарищей Хусейна.
Семья Хусейна вместе с головами погибших была отправлена Ибн Зияду. Тот ткнул Хусейну палкой в рот и намеревался убить Али Зайн аль-Абидина, но пощадил его после мольб сестры Хусейна Зайнаб. Затем головы и семья были отправлены Язиду, который также ткнул Хусейна палкой в рот. Никто не проявил сострадания к женщинам и Али Зайн аль-Абидину. Один из его придворных попросил руки пленённой женщины из семьи Хусейна, что привело к ожесточённой ссоре между Язидом и Зайнаб. Женщины из дома Язида присоединились к пленным женщинам в их скорби по погибшим. Через несколько лет женщины получили компенсацию за свои вещи, награбленные в Кербеле, и были отправлены обратно в Медину.
Убийство внука Мухаммеда потрясло мусульманскую общину. Образ Язида пострадал и породил мнение, что он был нечестивым. До битвы при Кербеле мусульманская община была разделена на две политические фракции. Тем не менее, религиозная секта с чёткими теологическими доктринами и специфическим набором ритуалов так и не сложилась. Кербела придала этой ранней политической партии проалидов особую религиозную идентичность и помогла превратить её в отдельную религиозную секту. Хайнц Хальм пишет: «До 680 года в шиизме не было религиозного аспекта. Смерть третьего имама и его последователей ознаменовала „большой взрыв”, который создал быстро расширяющийся космос шиизма и привёл его в движение».

#### Связанные с этим восстания
Смерть внука пророка Мухаммада вызвала возмущение народа и привела к новому восстанию в Мекке. Восстание возглавил Абдуллах ибн аз-Зубайр, которому удалось на короткое время захватить власть (с 684 по 692 года). Люди Мухтара ас-Сакафи, поднявшие восстание под лозунгами мести за кровь Хусейна, жестоко расправились с теми участниками убийства имама, которые попали им в руки, — в частности, с Хармалой (убийцей ребёнка имама), Синаном ибн Анасом, Умаром ибн Са’дом и Шимром. Кого-то из них четвертовали, других сварили заживо в кипятке. Все эти события привели к падению суфьянитской ветви Омейядов и вхождению на престол побочной, марванитской ветви.
Гибель Хусейна ещё больше сплотила сторонников семьи пророка Мухаммеда и повлияла на дальнейшие политические события. Многие политические движения в Арабском халифате против тирании властей проходили под лозунгами отомщения за кровь Хусейна.

### Святыня
Святыня Хусейна в Кербеле стала объектом паломничества шиитов. Она находится в городе Кербела, примерно в 90 км к юго-западу от Багдада. Эта гробница, вероятно, была образована через два столетия после событий в Кербеле и была перестроена и расширена до тринадцатого века нашей эры. Сначала в этом месте не было здания, и оно было обозначено простой вывеской. После этого, в третьем веке нашей эры, на нём был построен памятник, во времена некоторых Аббасидских халифов и дейлемитских принцев, а также османских правителей, и со временем вокруг него был построен и расширен город Кербела. Святыня считалась столь значительной, что её не рискнул тронуть даже Тамерлан. И только ваххабиты не пощадили усыпальницу Хусейна. Они унесли из усыпальницы Хусейна покрывало с могилы, расшитое изумрудами, жемчугом, рубинами, ковры, ткани, одежду и украшенное драгоценными камнями оружие, которое в больших количествах всегда жертвовалось святым могилам. Почти всё оружие и драгоценности эмир Сауд забрал себе.  
Существует несколько мнений относительно места захоронения головы имама Хусейна; по одной версии, Зайнаб перенесла её из Дамаска в Египет и похоронила там; или же что она была перенесена из Дамаска в Египет династией Фатимидов. Согласно другой версии, голова Хусейна похоронена с его отцом Али в эн-Наджафе, за пределами эль-Куфы, но не с Али, в Кербеле со всем его телом, в Бакии, в неизвестном месте в Дамаске, в эр-Ракке, Сирия, и в мечети Мохсен аль-Амин в Каире. «Энциклопедия ислама», ссылаясь на средневековые арабские источники, называет даже не две, а целых семь точек, которые считаются местом погребения головы Хусейна: кроме уже названных Дамаска и Каира это Кербела, эн-Наджаф, Медина, эль-Куфа и эр-Ракка. 

### Поминовение
| |  |
| 1. Месяц Мухаррам: шествие людей в память о смерти Хусейна, картина неизвестного индийского художника. 2. Десятый день Мухаррама, картина итальянского художника Фаусто Зонаро |  |

Мусульмане-шииты считают паломничество к могиле Хусейна источником божественных благословений и наград. Согласно шиитской традиции, первое такое посещение было совершено сыном Хусейна Али Зайн аль-Абидином и оставшимися в живых членами семьи во время их возвращения из Сирии в Медину. Первым исторически зафиксированным посещением является посещение Сулейманом ибн Сурадом и кающимися грешниками могилы Хусейна перед их отъездом в Сирию. Сообщается, что они причитали, били себя в грудь и провели ночь у могилы. После этого эта традиция была ограничена шиитскими имамами в течение нескольких десятилетий, прежде чем набрала обороты при шестом шиитском имаме Джафар-и Садике и его последователях. Буиды и Сефевиды также поощряли эту практику. Она также поощрялись в Египте фатимидским халифом аль-Азизом. Особые визиты совершаются 10 Мухаррама (паломничество Ашура) и через 40 дней после годовщины Хусейна (паломничество Арбаин). Считается, что почва Кербелы обладает чудесным целебным действием.
Траур по Хусейну рассматривается шиитами как источник спасения в загробной жизни и проводится в память о его страданиях. После смерти Хусейна, когда его семью везли к Ибн Зияду, сестра Хусейна Зайнаб, как сообщается, закричала, увидев его обезглавленное тело: «О Мухаммед! О Мухаммед! Ангелы Неба благословляют тебя, но это твой Хусейн, такой угнетённый и униженный, весь в крови и изрезанный на куски; и, о Мухаммед, твои дочери взяты в плен, а твоя убитая семья оставлена Восточному ветру, чтобы покрыть пылью?».
Когда семейство Хусейна возвращалось из Дамаска в Медину, они достигли Ирака и сказали, чтобы их провели по пути, который лежал бы через Кербелу. Когда они достигли поля битвы, увидели там Джабира ибн Абдуллаха Ансари, людей рода Хашим и мужчин семейства Пророка, которые прибыли для зиярата могилы Хусейна и плакали и били себя в знак скорби по нему. Когда они собрались все вместе, провели траурное собрание по Хусейну, сжигающее сердца. Некоторые арабские женщины, жившие неподалёку от Кербелы, тоже присоединились к ним и несколько дней проводили в трауре и слезах.
Мусульмане-шииты считают, что это первый случай стенаний и траура по поводу смерти Хусейна. Сообщается, что сын Хусейна Зайн аль-Абидин провёл остаток своей жизни оплакивая своего отца. Точно так же считается, что мать Хусейна Фатима оплакивает его в раю, и плач верующих считается способом поделиться своими горестями. Специальные собрания (маджалис) устраиваются в отведённых для этой цели местах, называемых хусейнией. На этих собраниях рассказывается история Кербелы и профессиональные чтецы (роузе хан) декламируют различные элегии (роузе). На улицах устраиваются специальные шествия в честь памяти гибели имама Хусейна, когда молящиеся бьют себя в грудь (что символизирует готовность отдать жизнь за ислам) и речитативом скандируется ритмичное «Шах Хусейн, вах Хусейн!», исполняются траурные песнопения (латмия) под звуки скорбной музыки.
В течение месяца Мухаррам проводятся тщательно продуманные общественные шествия в память о битве при Кербеле. В отличие от паломничества к могиле Хусейна и простого оплакивания, эти процессии не относятся ко времени битвы, а возникли в X веке. Их самый ранний зарегистрированный случай произошёл в Багдаде в 963 году во время правления первого буидского правителя Ахмед ибн Бувейха. Процессии начинаются с хусейнии, и участники шествуют босиком по улицам, причитая и ударяя себя в грудь и головы, прежде чем вернуться в хусейнию на маджалис. Иногда цепи и ножи используются для нанесения ран и причинения физической боли. В Южной Азии богато украшенную лошадь по имени Зульджанах, представляющую боевого коня Хусейна, также водят по улицам без всадника. В Ирана батальные сцены Кербелы исполняются на сцене перед аудиторией в ритуале, называемом тазия (игра страстей), также известном как шабих. Однако в Индии тазия относится к гробам и копиям гробницы Хусейна, которые несут в процессиях.

### Индивидуальность и внешний вид
Убайдуллах ибн Хурр Джу’ифи, описывая имама Хусейна, говорит: «Я никогда не видел никого красивее Хусейна, ни у кого нет таких полных глаз, как у него». Один из наиболее выдающихся поэтов ранне-исламской эпохи, Фараздак, сказал об этом так:

Он стыдливо закрывает глаза, и смеживаются взоры от его внушительного и величественного вида. [Никогда] с ним не заговорят, разве только на губах его появится улыбка.
У Хусейна было белое лицо, и он иногда носил зелёный тюрбан, а иногда и чёрный тюрбан. Он путешествовал с бедняками или приглашал их к себе домой и кормил их. Муавия сказал о Хусейне, что он и его отец Али не были лживыми, а Амр ибн аль-Ас считал его самым любимым из землян для людей небес.
Согласно «Энциклопедии ислама», одной из моральных характеристик Хусейна является терпимость, смирение, красноречие и, наконец, черты, которые можно вывести из его поведения, такие как презрение к смерти, ненависть к постыдной жизни, гордыня и тому подобное. Во многих повествованиях упоминается сходство Хусейна и его брата с Мухаммедом, и каждого из них сравнивают с половиной поведения их деда.
Хусейн описан как похожий на Мухаммеда, но в меньшей степени, чем Хасан. По словам Маделунга, Хусейн был похож на своего отца Али, в то время как Хасан обладал темпераментом Мухаммеда и критиковал политику своего отца Али. Маделунг ссылается на тот факт, что Хасан назвал двух своих сыновей Мухаммедом и не назвал ни одного из них Али, и что Хусейн назвал двух из своих четырех сыновей Али и не назвал ни одного Мухаммедом в качестве доказательства этого утверждения. Расул Джафариан считает повествования, в которых Хусейн похож на Али, а Хасан — на Мухаммеда, фальшивыми; по его словам, образ, представленный в этих повествованиях, мог быть использован для разрушения образа Али и Ашуры и быть полезным тем, кто поддерживал тенденции Усмана. По мнению шиитского учёного Мухаммада Хусейна Табатабаи, мнение некоторых комментаторов о разнице во вкусах между Хасаном и Хусейном неуместно; потому что, несмотря на то, что он не присягал на верность Язиду, Хусейн, как и его брат, провёл десять лет при Муавии и никогда не выступал против него. Мохаммад Эмади Хаери считает, что Хусейн считается похожим на Мухаммеда в большинстве источников, а в одном повествовании наиболее похожим на него. Существует также повествование о том, что Али считал Хусейна наиболее похожим человеком с точки зрения поведения.
Хусейн был известен своей щедростью в Медине, и он освобождал своих рабов и служанок, если они видели какое-либо хорошее поведение. Есть предание, что Муавия послал к Хусейну служанку с большим количеством имущества и одежды. Один левантиец однажды проклял Хусейна и Али, но Хусейн простил его и отнёсся к нему по-доброму. Говорят, что место пакетов с едой, которые Хусейн носил для бедных, было очевидно на его теле в день Ашуры.

### Перстень
У Фатимы был серебряный перстень с опалом. Перед смертью она отдала его Хасану, а последний перед смертью передал его Хусейну.
Мухаммад ибн Муслим рассказывает: «Я спросил у имама Садика о похищении перстня имама Хусейна после событий ‘Ашуры. Имам сказал: „Это неправда, [ибо перед своей мученической гибелью] он отдал перстень своему сыну имаму Саджаду, а также дал ему необходимые распоряжения [относительно управления уммой и прочих вопросов]… Затем этот перстень по наследству перешёл к моему отцу и так оказался у меня. Каждую пятницу я надеваю его на руку и в нём совершаю молитву"».

### Литература

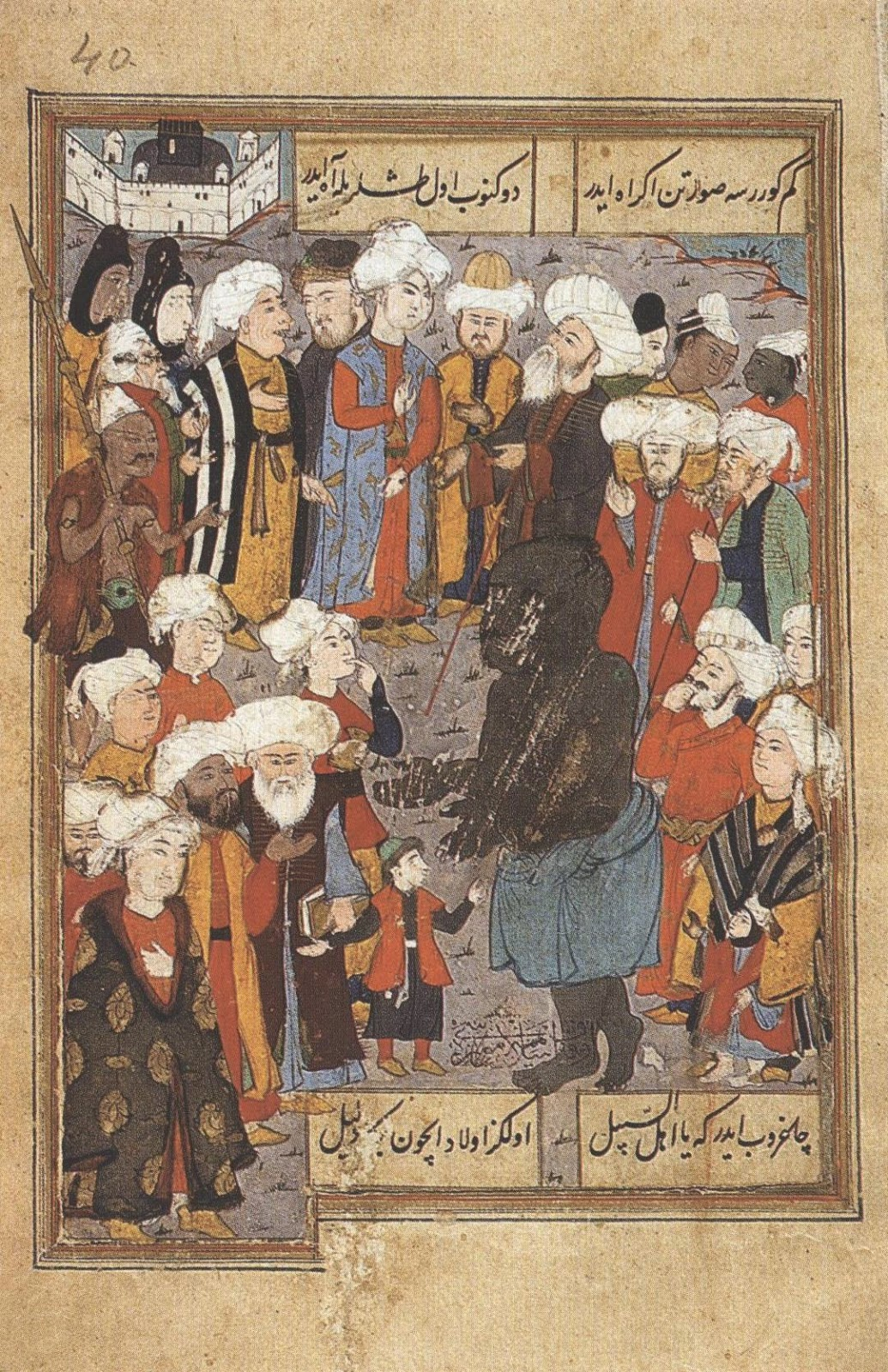
Погонщик верблюдов рассказывает людям о событиях, свидетелем которых он был в Кербеле

## В искусстве

#### Суфийская поэзия
В суфизме, где страдание на пути Бога являются первостепенными принципами, Хусейн рассматривается как образцовый суфий. Персидский поэт-суфий Санаи описывает Хусейна как мученика, более высокого по рангу, чем все другие мученики мира; в то время как Аттар считает его прототипом суфия, который пожертвовал собой из любви к Богу. Руми описывает страдания Хусейна в Кербеле как средство достижения единения с божественным, и поэтому считает, что это скорее повод для ликования, чем для горя. Турецкий суфий Юнус Эмре называет Хусейна вместе со своим братом Хасаном «главой источника мучеников» и «Королями рая» в своих песнях.

### В кинематографе
- В Иране о гибели имама Хусейна в Кербеле был снят телесериал «Повесть о любви» («روایت عشق»)[105]. Событиям, произошедшим с членами семьи Хусейна после битвы, посвящён художественный фильм «Караван пленников».
- Обзор всех событий, приведших к гибели Хусейна, запечатлён в иранском телесериале Мохтарнаме. Сам фильм посвящён Мухтару ас-Сакафи, поднявшему восстание с целью наказания убийц и виновников смерти внука пророка[106].
- Сирийским режиссёром Абд аль-Бари Абу аль-Хаиром был снят сериал «Муавия, Хасан и Хусейн», где впервые были показаны лица двух шиитских имамов (в исполнении арабских актёров). Это вызвало огонь критики как со стороны шиитских улемов, так и суннитских духовных авторитетов[105]. Египетская духовная академия-университет «аль-Азхар» постановила запретить показ сериала, а три шиитских великих аятоллы (Насер Макарем Ширази, Хусейн Нури Хамедани и Али Сафи Голпайегани) определили просмотр фильма как «харам»[107][108]. В шиитской среде фильм также был расценён как оскорбительный и искажающий исторические факты.

## Память
Именем имама Хусейна названы:

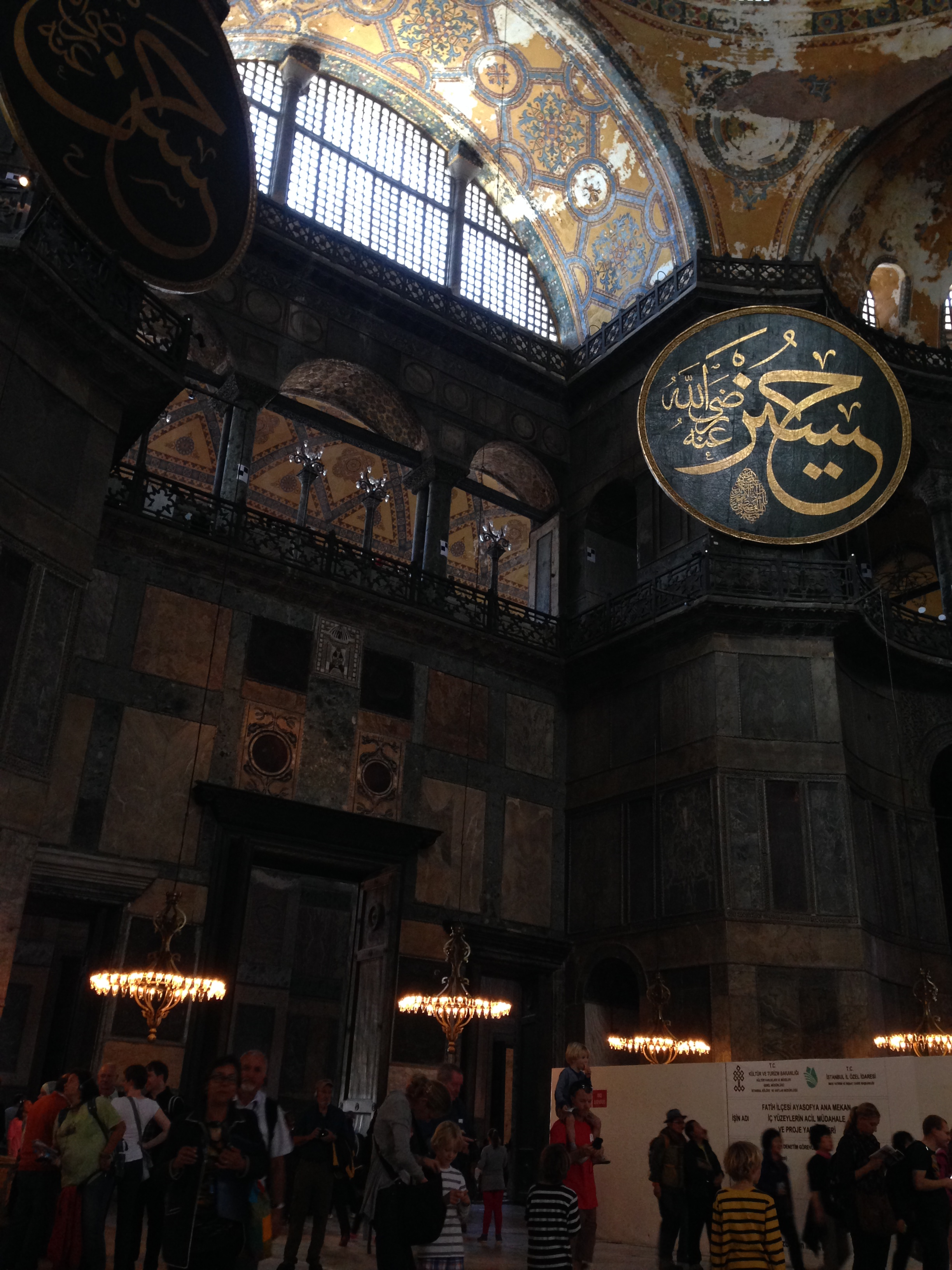
Каллиграфическое изображение имама Хусейна в соборе Святой Софии

- Центральная площадь в бакинском посёлке Нардаран (Азербайджан)[109]
- Мост в Багдаде (Ирак)[110]
- Университет, площадь и станция метро в Тегеране (Иран)
- В Иране в память имама организован государственный День памяти погибших и пропавших без вести на войне
- Мечеть аль-Хусейна в Каире (Египет).